# Hangvilla (hangkeltő eszköz)
A hangvilla egy idiofon hangkeltő eszköz. Kétágú, U alakú villa formájú, és rugalmas fémből, rendszerint acélból készül. Ha megütéssel rezgésre késztetik, akkor a villa szárai egy stabil frekvenciával rezegni kezdenek, ami a levegőben hangot kelt, a legtöbb típusnál a normál zenei A-hangot (440 Hz-es rezgés). Ezt a hangmagasságot néhány másodperc után szolgáltatja, miután a megütéskor keletkező magasabb részhangok elhalnak. Természetesen más frekvenciát adó hangvilla is készülhet. Fő alkalmazása a zenészek számára a hangszerek behangolásakor a kamarahang szolgáltatása.

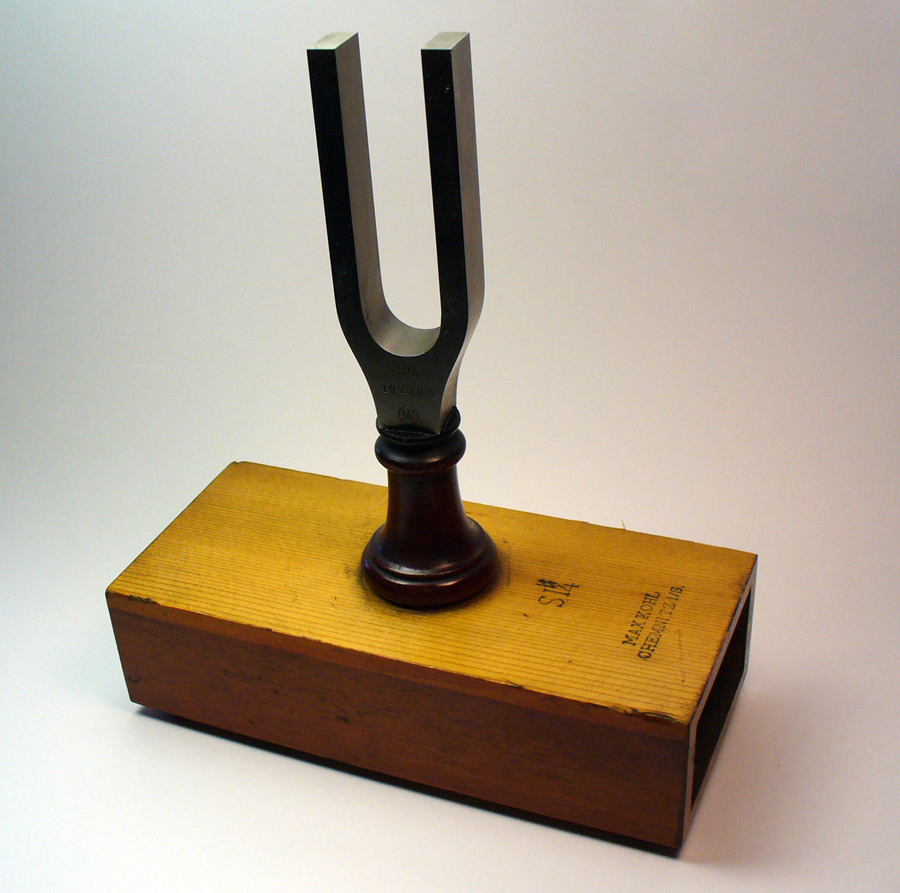
Hangvilla

A hangvillát egy brit muzsikus, John Shore találta fel 1711-ben.
A hangvilla elterjedt használatának fő oka az, hogy szemben sok más hangkeltő eszközzel, tiszta hangot produkál kevés és gyenge magasabb részhanggal. Ez amiatt van, hogy a magasabb részhangok közel két és fél oktávval feljebb hangzanak, mint a fő rezgés.
A hangvilla használatának másik oka az, hogy könnyen kézben tartható, a rezgést nem tompítja a kézben tartás. Járulékos rezonátor nélkül a hangzás elég halk. Ennek az az oka, hogy a két villa hanghullámai ellentétes fázisúak, és már kis távolságban is kioltják egymást. Ha hangelnyelő anyagot helyezünk a villák közé, akkor ez a hatás korlátozódik, és hangosabban hallható az alaphang.
Bár a kereskedelemben kapható hangvillák hangmagassága gyárilag adott, a villák ágának reszelésével a hangmagasság hangolható. Az ág végéből lereszelt anyag emeli a hangmagasságot, míg az ágak alsó felének vékonyítása csökkenti azt. Az általánosan ismert hangvilla A=440 Hz alaphangot produkál, mert ez az elfogadott alaphang koncertzenészeknél hangszereik hangolásához. A hangvilla alapfrekvenciája kismértékben változhat a hőmérséklet függvényében. A szabványos referenciahőmérséklet 20 °C.
Számos hangszer működik a hangvillához hasonló elven, ezek között a legismertebb a Rhodes zongora, ahol kalapácsmechanikával megütött rudak állítják elő a hangokat.
A járművek sebességének mérésére használt radarpuskákat rendszerint hangvillával kalibrálják. Az ilyen hangvillákon a sebességet és a radarsávot tüntetik fel.
Rezgő szerkezetű giroszkópoknál is használnak H típusú hangvillákat.

## A frekvencia kiszámítása

A hangvilla rezgése (szemléltető animáció)

A hangvilla frekvenciája a villa méreteitől és anyagától függ:

{\displaystyle f={\frac {1.875^{2}}{2\pi l^{2}}}{\sqrt {\frac {EI}{\rho A}}}}
Ahol:
- f a hangvilla frekvenciája Hertzben.
- 1,875 a cos(x)cosh(x)=–1 egyenlet legkisebb pozitív megoldása.
- l a villa ágainak hosszúsága méterben.
- E a rugalmassági modulus.
- I másodrendű nyomaték (m4).
- ρ a hangvilla anyagának sűrűsége (kg/m³).
- A a villa ágainak keresztmetszete (m²).

Az {\displaystyle {\frac {I}{A}}} kifejezés {\displaystyle r^{2}/4}-nek is írható, ha a villa ágai r sugarú hengerek, és {\displaystyle a^{2}/12}-nek, ha négyzet keresztmetszetűek.